# Skänninge församling (före 2006)

Skänninge stadsvapen som församlingen bar 1995-2006

Skänninge församling var en församling i Linköpings stift inom Svenska kyrkan, Mjölby kommun.

## Administrativ historik
Församlingen bildades omkring 1300 som en utbrytning ur Allhelgona församling och samtidigt införlivades Sankt Martins församling som tidigare utbrutits ur Allhelgona församling.
Församlingen utgjorde under medeltiden ett eget pastorat för att därefter från 1500-talet till 2006 vara moderförsamling i pastoratet Skänninge, Allhelgona och Bjälbo som 1962 utökades med Järstads församling och 1974 med Normlösa församling, Vallerstads församling och Skeppsås församling. Församlingen uppgick 2006 Skänninge-Allhelgona församling, med i övrigt oförändrat pastorat.

## Kyrkoherdar
| Ämbetstid | Namn                              | Levnadstid | Övrigt                                                                                 |
| --------- | --------------------------------- | ---------- | -------------------------------------------------------------------------------------- |
| 1291      | Stephanus                         |            |                                                                                        |
| -1300     | Nils Kettilsson                   | -1314      | Senare ärkebiskop i Uppsala stift.                                                     |
| 1334      | Haquin                            |            |                                                                                        |
| 1336      | Suno Östensson                    |            |                                                                                        |
| 1354      | Benedictus                        |            | Kyrkoherde och kontraktsprost.                                                         |
| 1358      | Haraldus Svenonis                 |            |                                                                                        |
| 1374-1375 | Pæter                             |            | Kyrkoherde och kontraktsprost.                                                         |
| 1378      | Hinsekin                          |            | Kyrkoherde och kontraktsprost.                                                         |
| 1381      | Anders                            |            | Kyrkoherde och kontraktsprost.                                                         |
| 1393      | Ragvaldus                         |            | Kyrkoherde och kontraktsprost.                                                         |
| 1402      | Johannes Nicolai                  |            | Kyrkoherde och kontraktsprost.                                                         |
| 1404      | Eliff                             |            |                                                                                        |
| 1411      | Ingolffwer                        |            | Kyrkoherde och kontraktsprost.                                                         |
| 1418      | Ingo                              |            | Kyrkoherde och kontraktsprost.                                                         |
| 1448      | Gudzerchius Sundverdssonius       | -1476      |                                                                                        |
| 1460-1464 | Lambrecht                         |            |                                                                                        |
| 1492      | Sten                              |            |                                                                                        |
| 1506      | Johannes                          |            |                                                                                        |
| 1523-1527 | Suno Petri                        | -1528      |                                                                                        |
| 1528-1539 | Georgius Johannis                 | -1539      |                                                                                        |
| 1539-1541 | Anders Haquini                    |            |                                                                                        |
| 1541-1544 | Petrus Caroli Gothus Skeningensis | 1510-1587  | Senare biskop i Linköpings stift.                                                      |
| 1544-1555 | Anders Haquini                    |            |                                                                                        |
| 1555-1566 | Magnus Magni                      | -1566      |                                                                                        |
| 1568-1577 | Olaus Johannis                    |            |                                                                                        |
| -1587     | Jonas Erici/Henrici               | -1587      |                                                                                        |
| 1589-1592 | Johannes Canuti (Trelogius)       | 1559-1603  |                                                                                        |
| 1592-1611 | Jonas Petri Nericius              | -1611      |                                                                                        |
| 1613-1639 | Petrus Ericsson Holm              | 1579-1639  | Kyrkoherde och kontraktsprost.                                                         |
| 1641-1642 | Christophorus Nicolai Duræus      | 1593-1642  |                                                                                        |
| 1643-1672 | Daniel Danielis Dalinus           | 1609-1672  | Kyrkoherde och kontraktsprost.                                                         |
| 1674-1697 | Andreas Petri Dyk                 | 1640-1697  | Kyrkoherde och kontraktsprost.                                                         |
| 1699-1727 | Claudius Magni Livin              | 1666-1732  | Kyrkoherde och kontraktsprost. Senare kyrkoherde i Sankt Olofs församling, Norrköping. |
| 1727-1732 | Franciscus Pollet                 | 1691-1732  |                                                                                        |
| 1733-1749 | Carl Johan Menlös                 | 1697-1755  |                                                                                        |
| 1749-1778 | Claës Livin                       | 1714-1778  | Kyrkoherde och kontraktsprost.                                                         |
| 1781-1807 | Carl Johan Kellman                | 1721-1807  |                                                                                        |
| 1807-1847 | Matthias Sundevall                | 1763-1847  | Kyrkoherde och kontraktsprost.                                                         |
| 1849-1860 | Felix Sjöstedt                    | 1804-      |                                                                                        |
| 1861-1867 | Anders Melander                   | 1801-1867  |                                                                                        |
| 1868-1875 | Wilhelm Gustaf Wetter             | 1813-1892  | Senare domprost i Växjö församling.                                                    |
| 1875-1907 | Wilhelm Metzén                    | 1832-      |                                                                                        |
| 1908-1925 | Johan Alfred Westerlund           | 1849-1925  |                                                                                        |
| 1925-1960 | Georg Wede                        | 1893-1980  |                                                                                        |
| 1960-1970 | John Folke Hermansson             | 1902-2001  |                                                                                        |
| 1970-1980 | Lars Emil Björnståhl              | 1915-1998  |                                                                                        |
| 1980-1986 | Claes-Otto Hammarlund             | 1943-      |                                                                                        |
| 1986-2005 | Stig Witthammar                   | 1948-      |                                                                                        |

### Komministrar
Förste stadskomministertjänsten inrättades 18 februari 1706. Prästbostaden låg i Biskopsberga.
| Ämbetstid | Namn                      | Levnadstid | Övrigt                                        |
| --------- | ------------------------- | ---------- | --------------------------------------------- |
| 1708–1712 | Jonas Torpadius           |            |                                               |
| 1712–1718 | Olaus Pihlbom             | –1718      |                                               |
| 1719–1726 | Andreas Jacobsson Pihlbom | 1687–1726  |                                               |
| 1726–1728 | Olaus Olin                | 1688–1728  |                                               |
| 1730–1744 | Sven Westerström          | 1696–1753  | Senare kyrkoherde i Normlösa församling.      |
| 1744–1754 | Anders Cnattingius        | 1711–1787  | Senare kyrkoherde i Västra Ny församling.     |
| 1754–1777 | Claës Livin               | 1719–1795  | Senare kyrkoherde i Björsäters församling.    |
| 1777–1795 | Johan Alexander Livin     | 1743–1802  | Senare kyrkoherde i Högby församling.         |
| 1795–1812 | Samuel Johan Kjellenberg  |            | Senare komminister i Kumla församling.        |
| 1812–1824 | Axel Johan Strenow        | 1776–1851  | Senare kyrkoherde i Västra Stenby församling. |
| 1824–1837 | Anders Magnus Hagman      |            | Senare kyrkoherde i Klockrike församling.     |
| 1837–1838 | Carl Magnus Malmstén      | 1794–1838  |                                               |
| 1838–1857 | Gustaf Abraham Thrysell   | 1794–1857  |                                               |
| 1857–1861 | Otto Baltzar Fabertz      | 1814–1861  |                                               |
| 1861–1876 | Lars Johan Svanström      | 1821–1876  |                                               |
| 1880–1901 | Otto Edoff                | 1846–1930  | Senare kyrkoherde i Klockrike församling.     |
| 1901–1936 | Johannes Ulander          | 1860–1936  |                                               |
| 1937–     | John Folke Hermansson     | 1902–      |                                               |

## Klockare och organister[3]
| Ämbetstid | Namn                          | Levnadstid    | Övrigt                                       |
| --------- | ----------------------------- | ------------- | -------------------------------------------- |
| 1611      | Per Jönsson                   |               | Organist                                     |
| 1630-1644 | Tore Persson                  | död före 1655 | Organist                                     |
| 1647-1668 | Hans Giörgen Helldinger       | -1668         | Klockare och organist                        |
| 1683      | Tore                          |               | Organist                                     |
| 1684-1705 | Johan Mansson Närman (Norman) | -1705         | Organist                                     |
| 1706-1711 | Samuel Wetterstrand           | -1711         | Organist                                     |
| 1712-1759 | Daniel Hallin                 | 1681-1762     | Organist                                     |
| 1764-1800 | Pehr Hollvin                  | 1731-1800     | Organist och tullskrivare                    |
| 1802-1807 | Peter Broberg                 | 1736-1807     | Organist                                     |
| 1806-1835 | Nils Sjölin                   | 1783-1835     | Organist                                     |
| 1834-     | Johan Ferdinand Sjölin        | 1814-1882     | Stadskantor och klockare, musikdirektör 1840 |
| 1836-1886 | Nils Peter Ydén               | 1813-1886     | Organist                                     |
| 1886-1916 | Christian Theodor Ahlberg     | 1843-1917     | Organist och klockare                        |
| 1919-1926 | Natanael Fransén              | 1882-1949     | Kantor                                       |
|           | Birgit Ringqvist              |               |                                              |
| 1927-     | Carl Wirsén                   | 1895-1972     |                                              |
|           | Hugo Ramstén                  | 1900-1980     |                                              |
| 1931-1962 | Carl Wirsén                   | 1895-1972     |                                              |
| 1963-1964 | Berit Elisabet Stenström      | 1937-2017     | Organist.                                    |
| 2004-2005 | Fredrik Alf                   | 1968-         | Organist                                     |

### Klockare
| Ämbetstid | Namn             | Levnadstid | Övrigt        |
| --------- | ---------------- | ---------- | ------------- |
| -1635     | Jacob            |            | Klockare      |
| -1637     | Olof             |            | Klockare      |
| -1651     | Tore Andersson   | 1618-      | Klockare,     |
| 1651-1683 | Henrik Persson   |            |               |
| 1683-1701 | Johan Börgesson  |            | Klockare      |
| 1712-1732 | Samuel Ottinius  | -1732      | Klockare      |
| -1734     | Daniel Roman     | 1708-1734  | Stadsklockare |
| 1735-1753 | Johan Myrtenberg | 1716-1753  | Klockare      |
| 1754-1784 | Nils Myrtenberg  | 1723-      | Klockare      |
| 1785-1806 | Arvid Hagman     | 1756-1806  | Klockare      |
| 1808-1834 | Gustaf Hagman    | 1784-1834  | Stadsklockare |

## Församlingens kyrkor
- Vårfrukyrkan